# Kaptai
Kaptai är ett underdistrikt i Bangladesh. Det ligger i den sydöstra delen av landet, 230 km sydost om huvudstaden Dhaka. Kaptai ligger vid sjöarna  Karnaphuli Dam Reservoir och Karnaphuli Dam Reservoir.
I omgivningarna runt Kaptai växer i huvudsak städsegrön lövskog. Runt Kaptai är det tätbefolkat, med 397 invånare per kvadratkilometer.